# 안토니 로사노
안토니 루벤 로사노 콜론(스페인어: Anthony Rubén Lozano Colón, 1993년 4월 25일 ~ )는 흔히 초코(Choco)라는 이름으로도 불리는 온두라스의 축구 선수로 현재 멕시코  리가 MX의 산토스 라구나에서 공격수로 활동 중이며 온두라스 축구 대표팀 주장을 맡고 있다.